# Магнус Енкель
Кнут Магнус Енкель (швед. Knut Magnus Enckell 9 листопада 1870, Гаміна, Фінляндія — 27 листопада 1925, Стокгольм, Швеція) — був фінським художником-символістом шведського походження. Спочатку малював приглушеною палітрою, але з 1902 року використовував дедалі яскравіші кольори. Він був провідним членом вересневої групи художників-колористів. У Фінляндії Енкель вважається дуже впливовим художником-символістом.

## Життєпис
Народився в сім'ї вікарія, був молодшим з 6 синів.
Живопис вивчав в Академії витончених мистецтв (1889–1891) у Гуннара Фредріка Берндтсона. Перші свої роботи молодий художник створює в традиціях натуралістичної школи.
У 1891 їде до Парижу, де вступає в Академію Жуліана; його викладачами були Жюль Лефевр і Бенжамен Констан. У цей період Енкель захоплюється символізмом, потрапляє під вплив містицизму Жозефа Пеладана і живопису Пюві де Шаванна і Едуара Мане.
У 1893 Енкель знову відвідує Париж. Розчарувавшись в паризькому містицизмі, художник в 1894–1895 здійснює подорож Італією, відвідує Мілан, Венецію і Флоренцію, а потім їде до Швейцарії і Німеччини, де знайомиться з роботами Арнольда Бекліна. На межі XIX–XX століть Енкель пориває з символізмом, і його живопис набуває яскравих барв, характерних для постімпресіонізму.
У 1907 Енкель отримує замовлення на створення фресок для бічного вівтаря в Кафедральному соборі Тампере. На гігантській картині розміром 10 на 4 м художник зобразив Воскресіння з мертвих і Вознесіння на небеса представників усіх людських рас.

## Особисте життя
Загалом вважається, що Енкель був гомосексуалом, зокрема це визначається за деякими його еротичними портретами, які були досить розкутими для свого часу, але його гомосексуальність ніколи офіційно не була доведена. Як зазначається в книзі видавництва Routledge «Хто є хто в історії геїв та лесбійок»: «Його любовні стосунки з чоловіками не заперечувалися. […] Оголені чоловіки та хлопчики Енкеля відверто еротичні та чуттєві.» У його власний час чуттєвість його картин пояснювалася тим, що вона була спричинена його шведськомовним походженням.

## Галерея

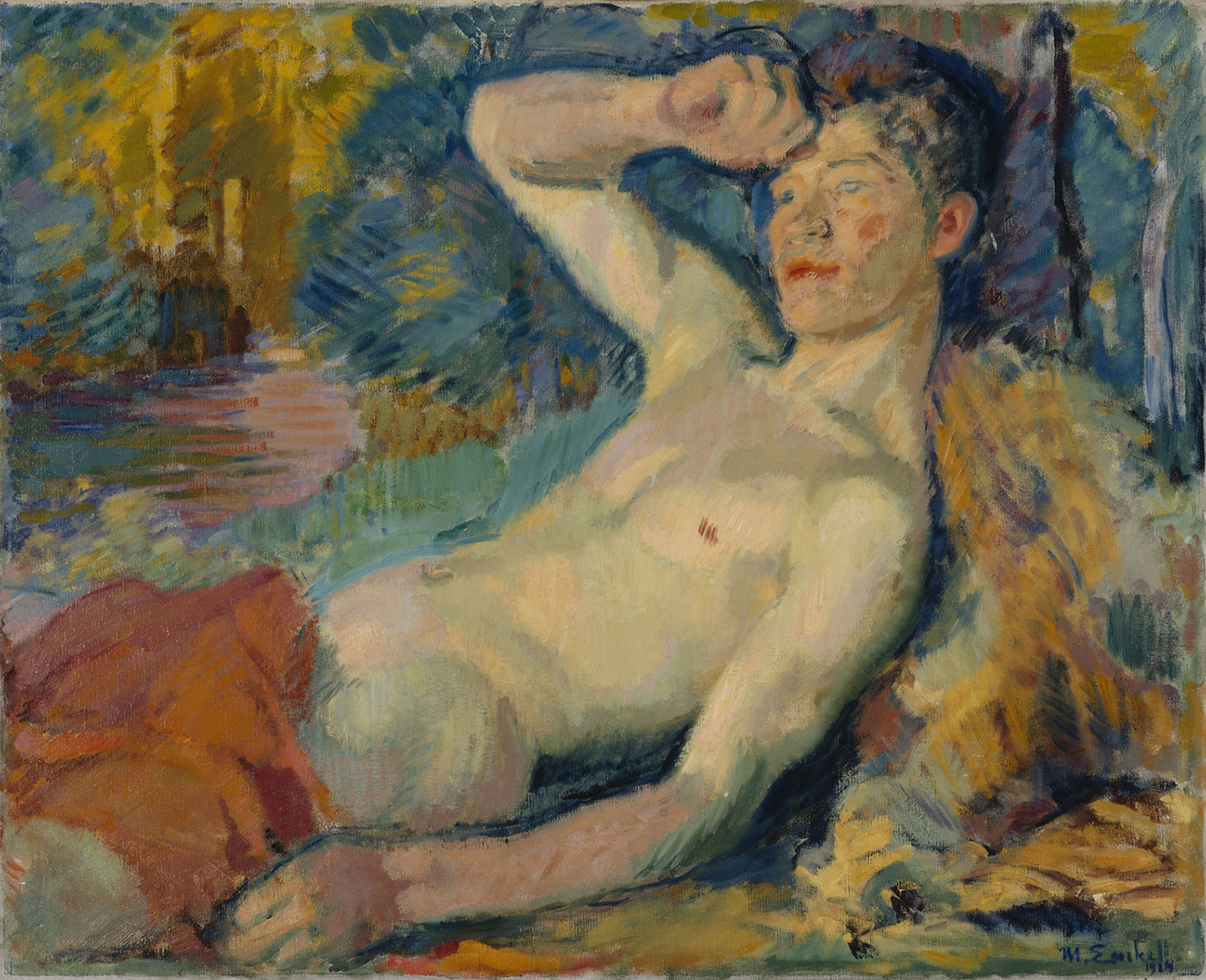
«Фавн (1914)»
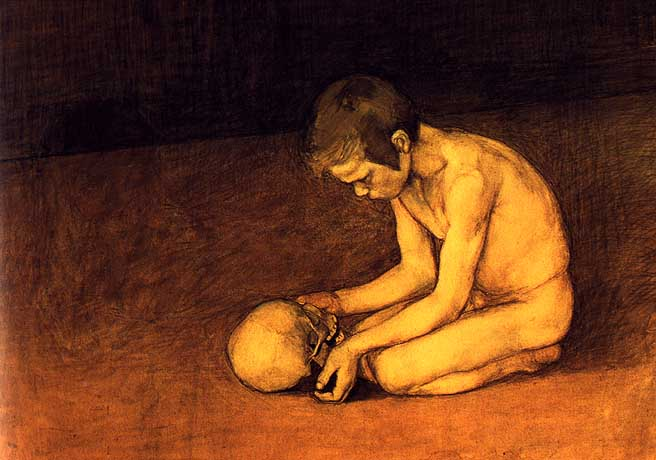
«Хлопчик з черепом (1893)»
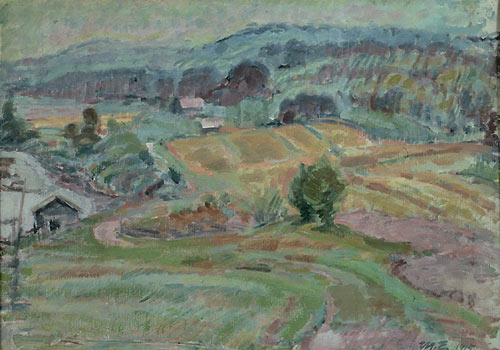
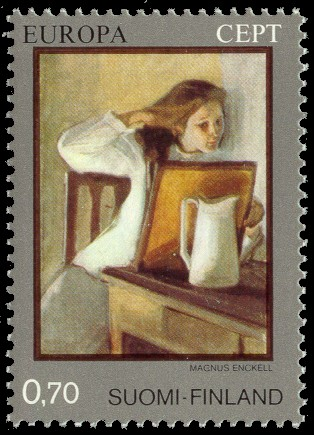
«Дівчина біля дзеркала. (1902)»
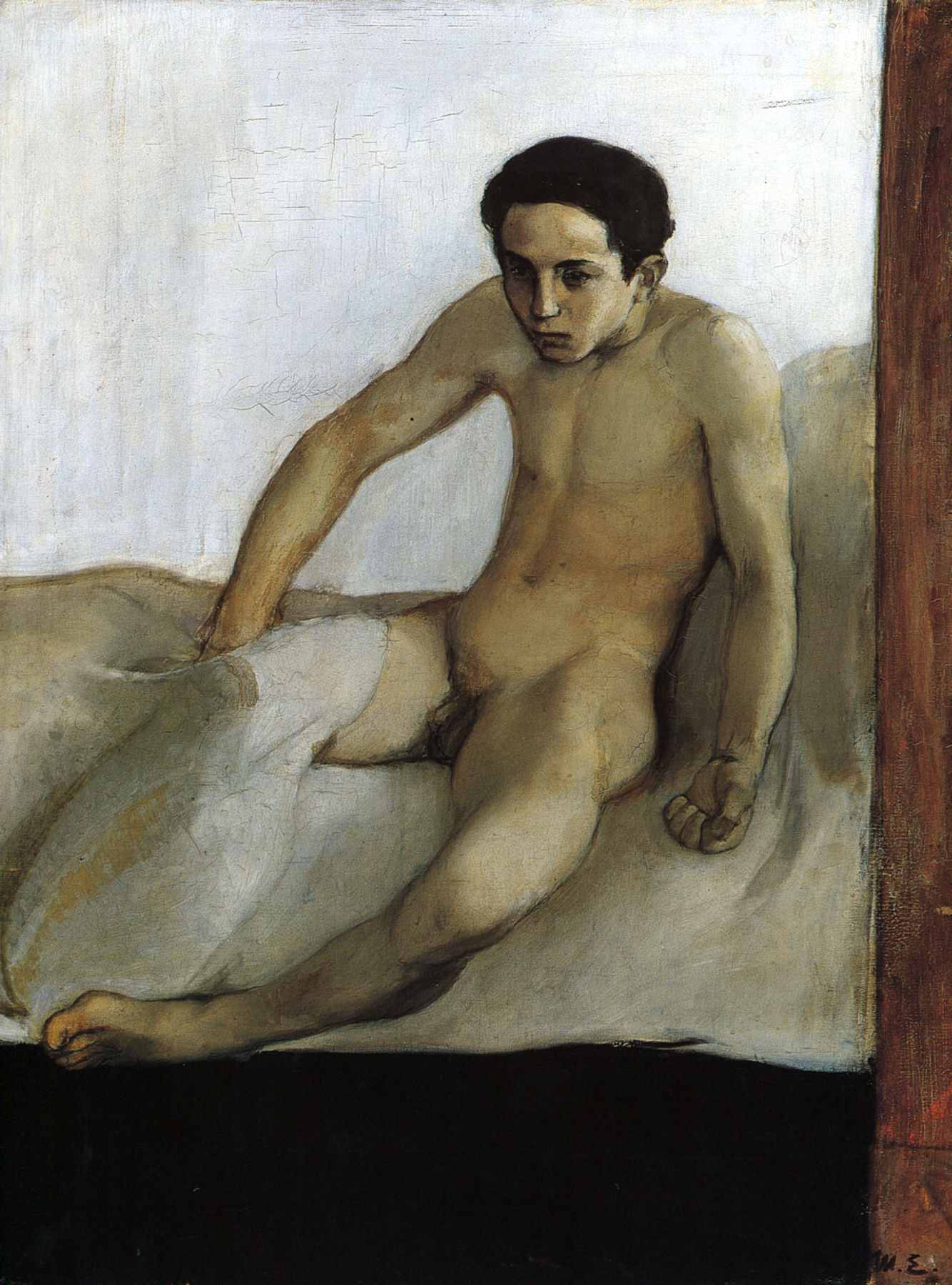
«Пробудження», 1894
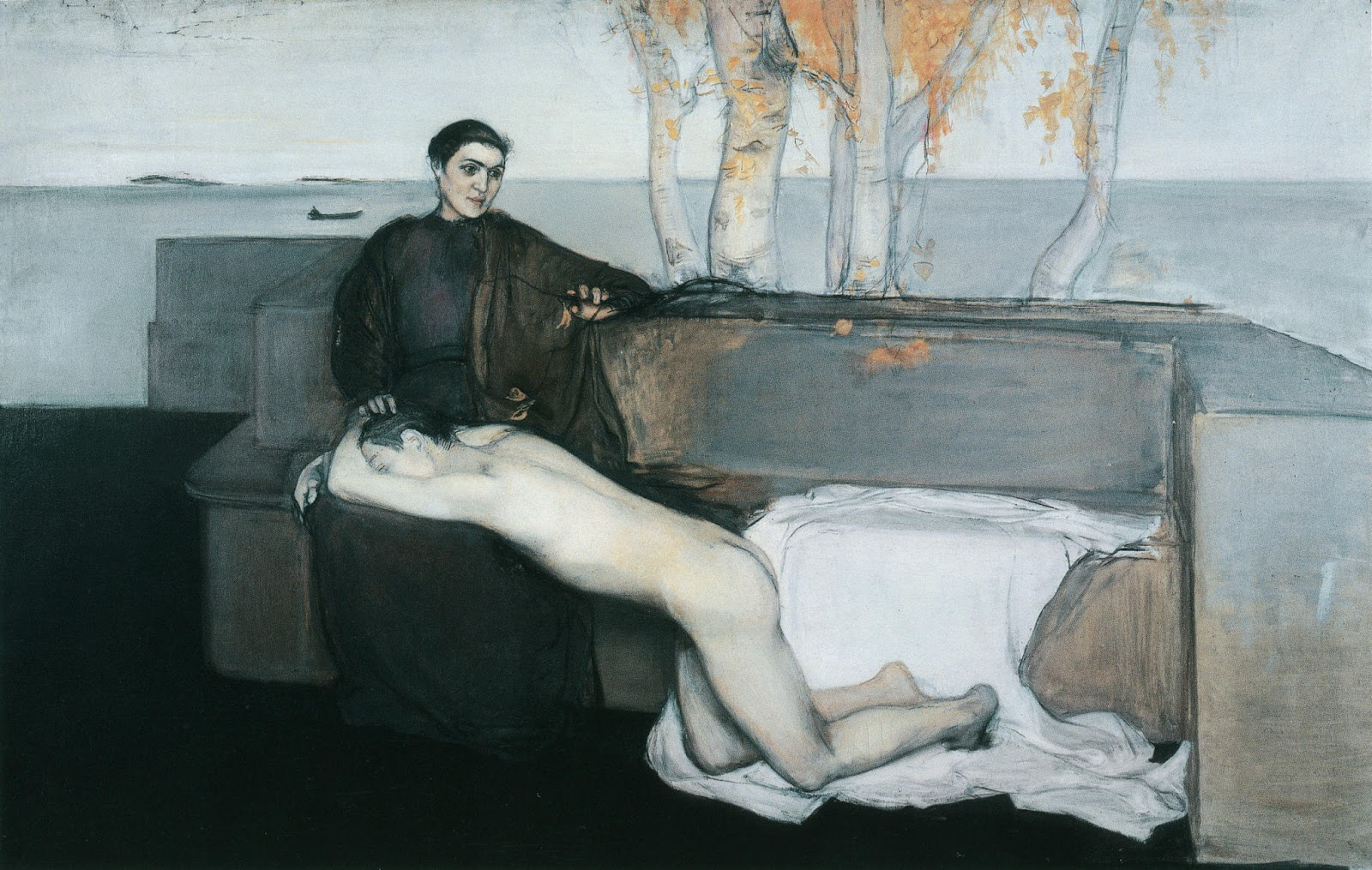
«Меланхолія», 1895
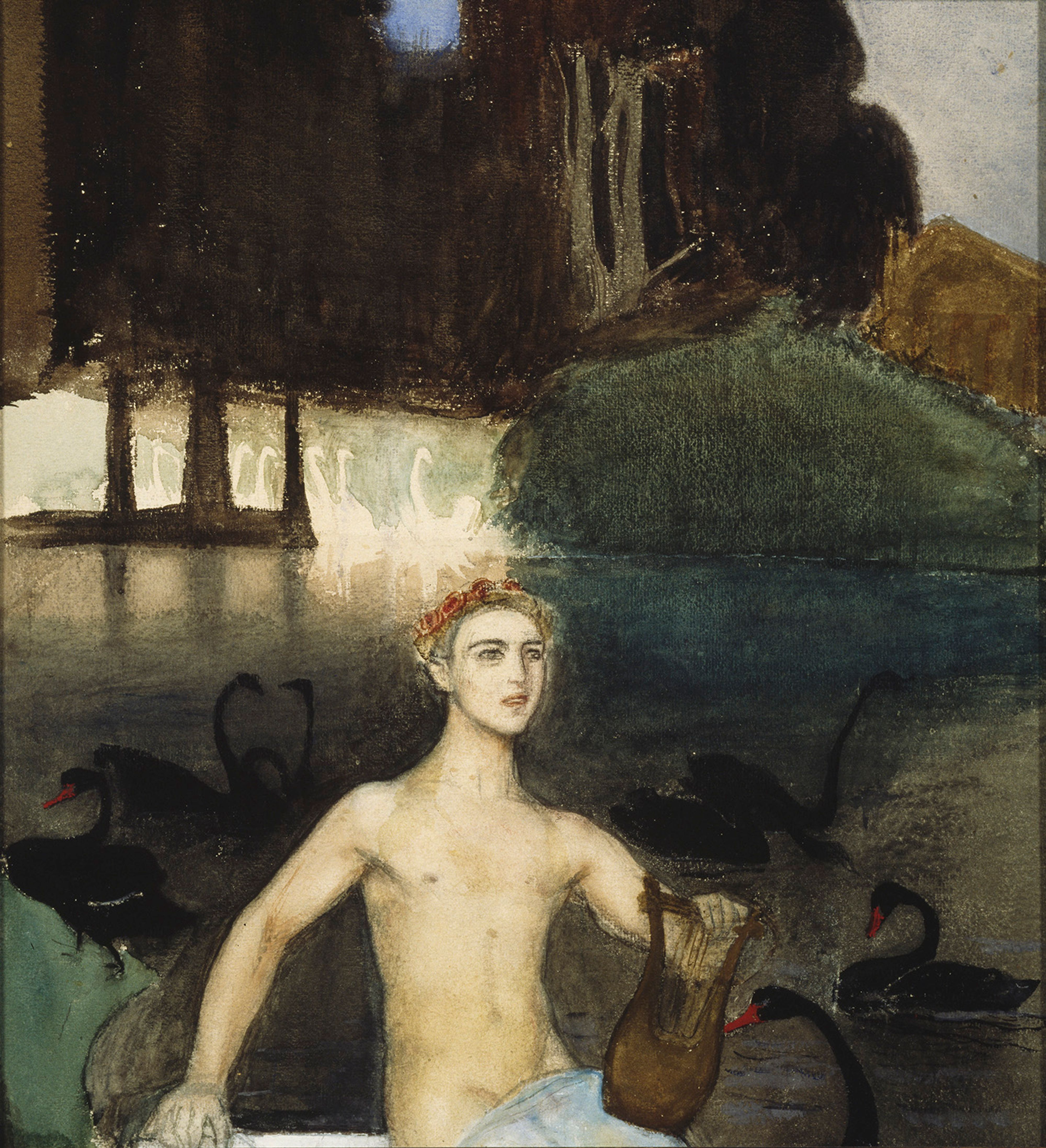
«Фантазія», 1895
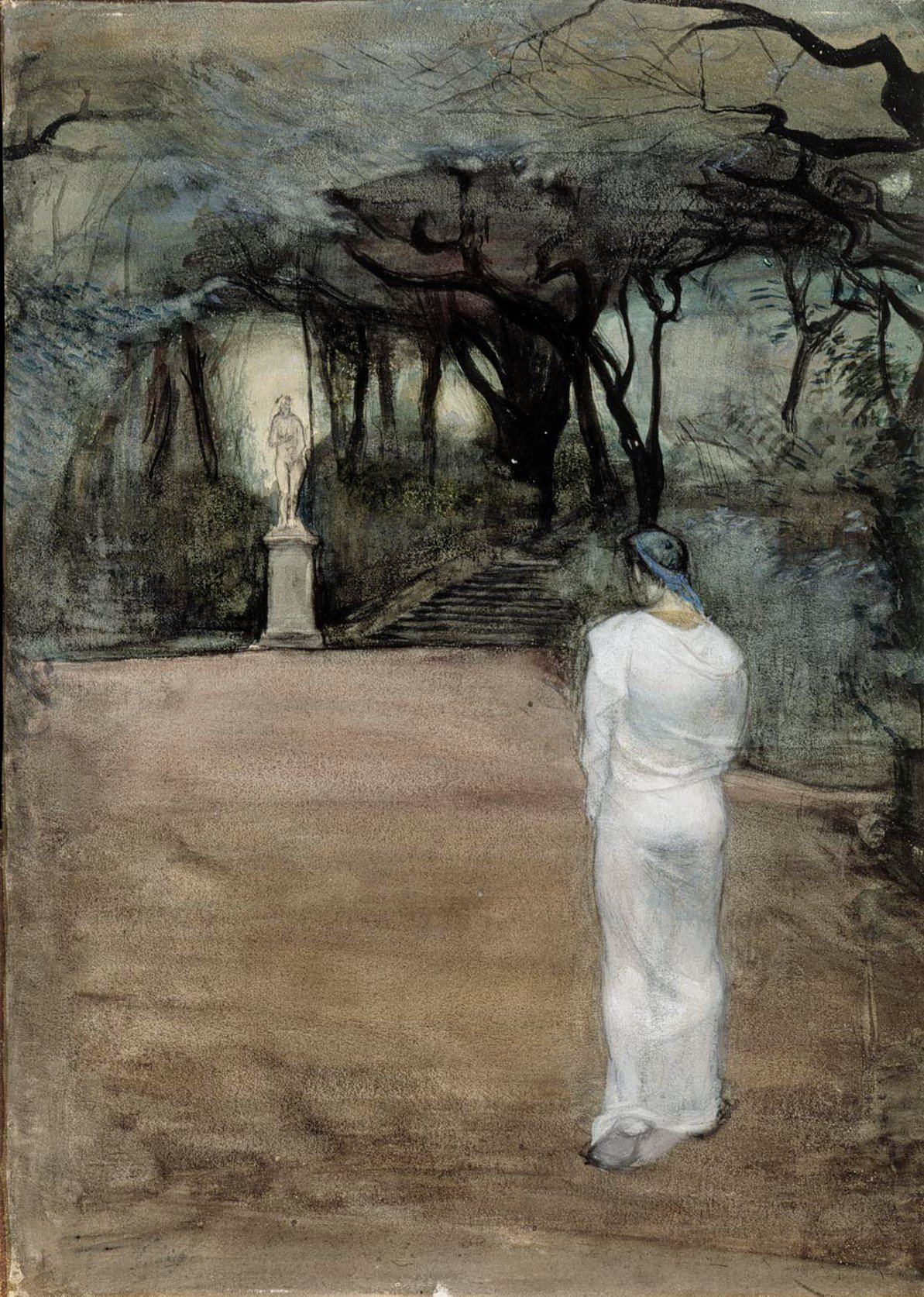
«Культ Венери», 1895
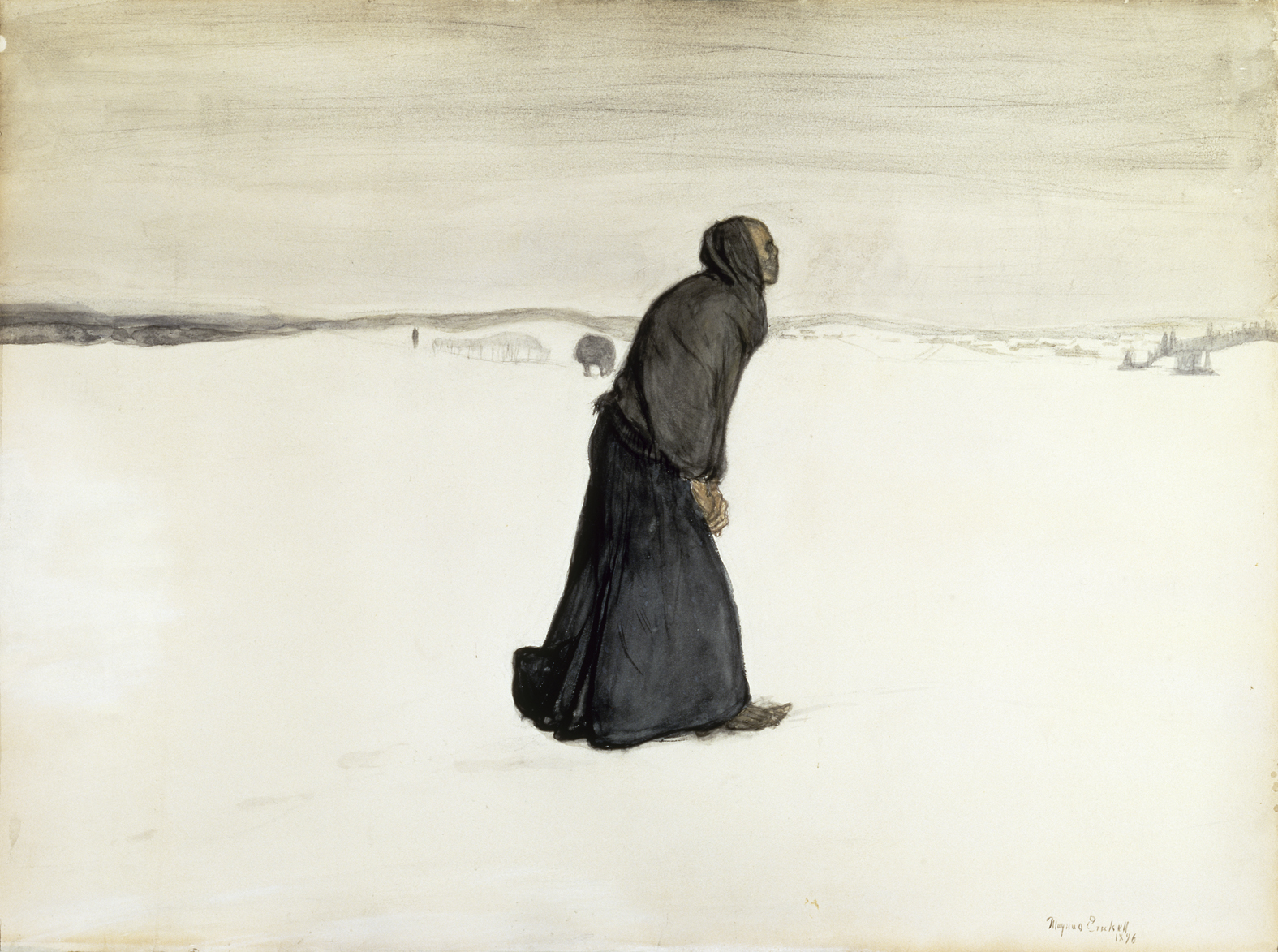
«Хода Смерті», 1896
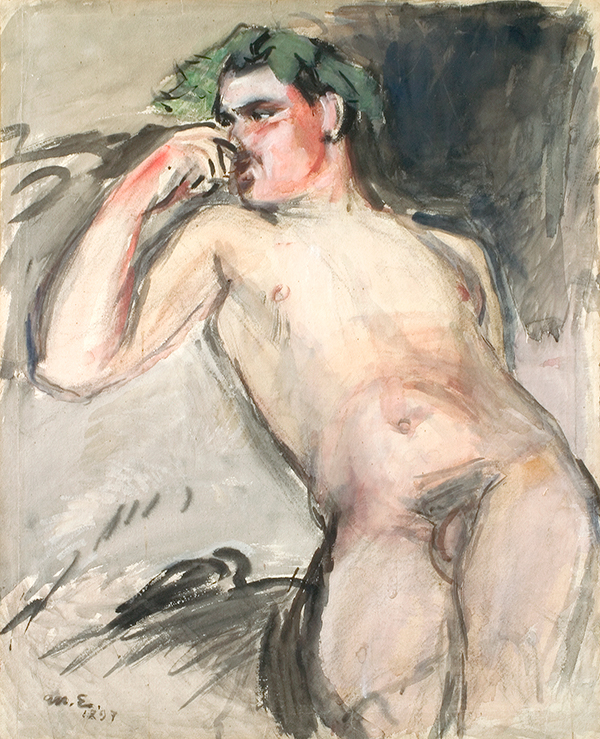
«Вакханка», 1897
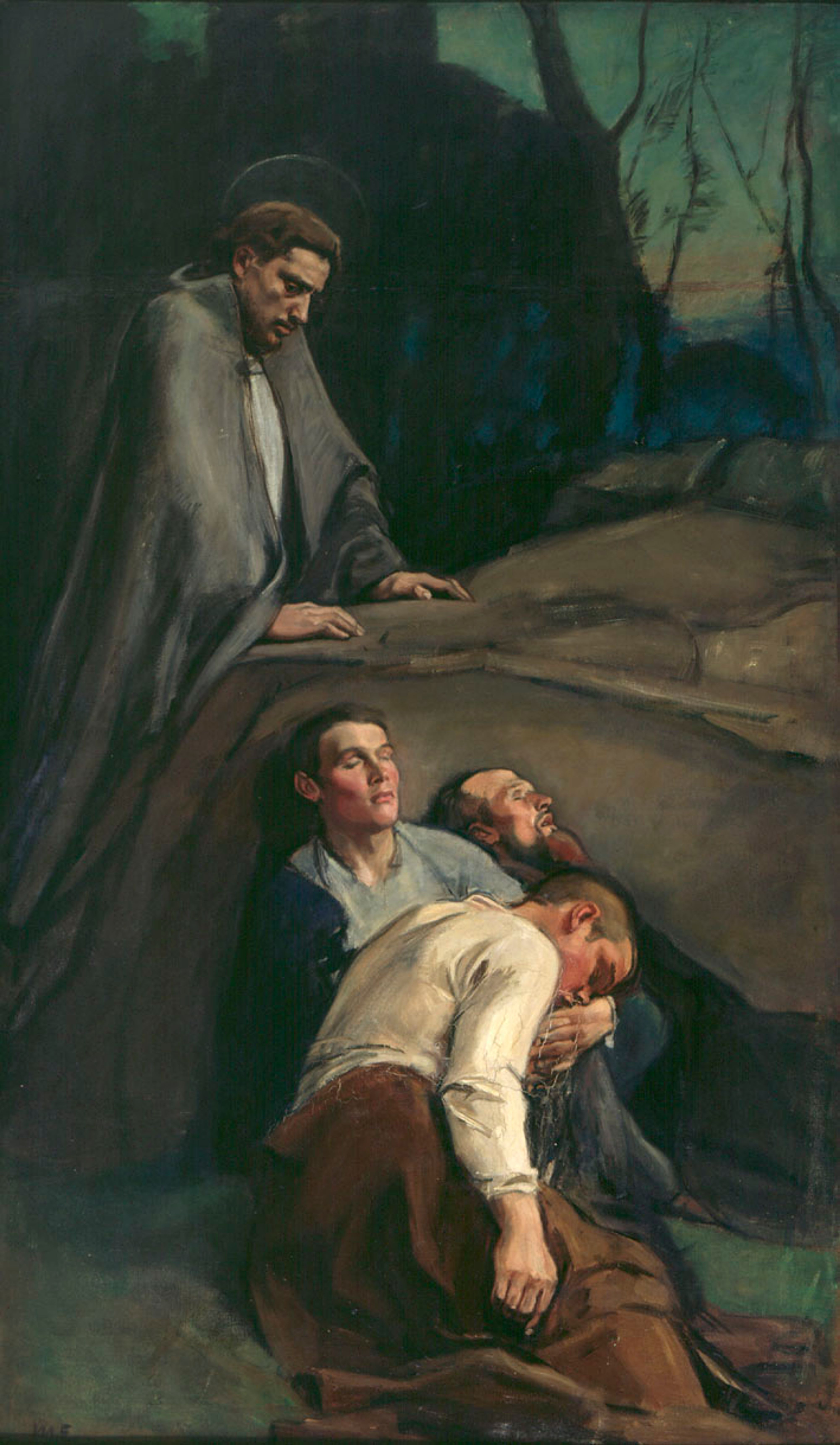
«Гефсиманський сад», 1902
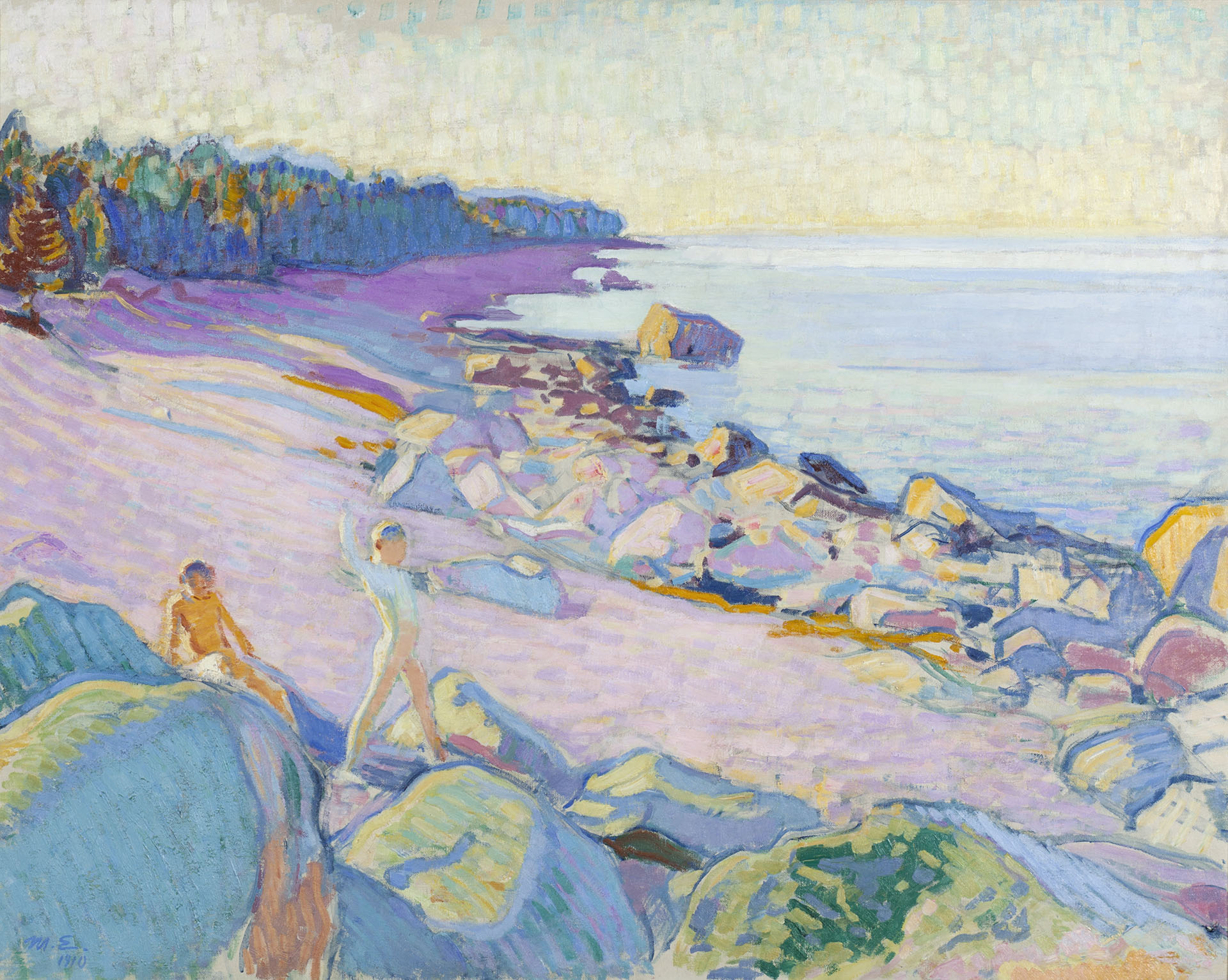
«Хлопці на пляжі», 1910
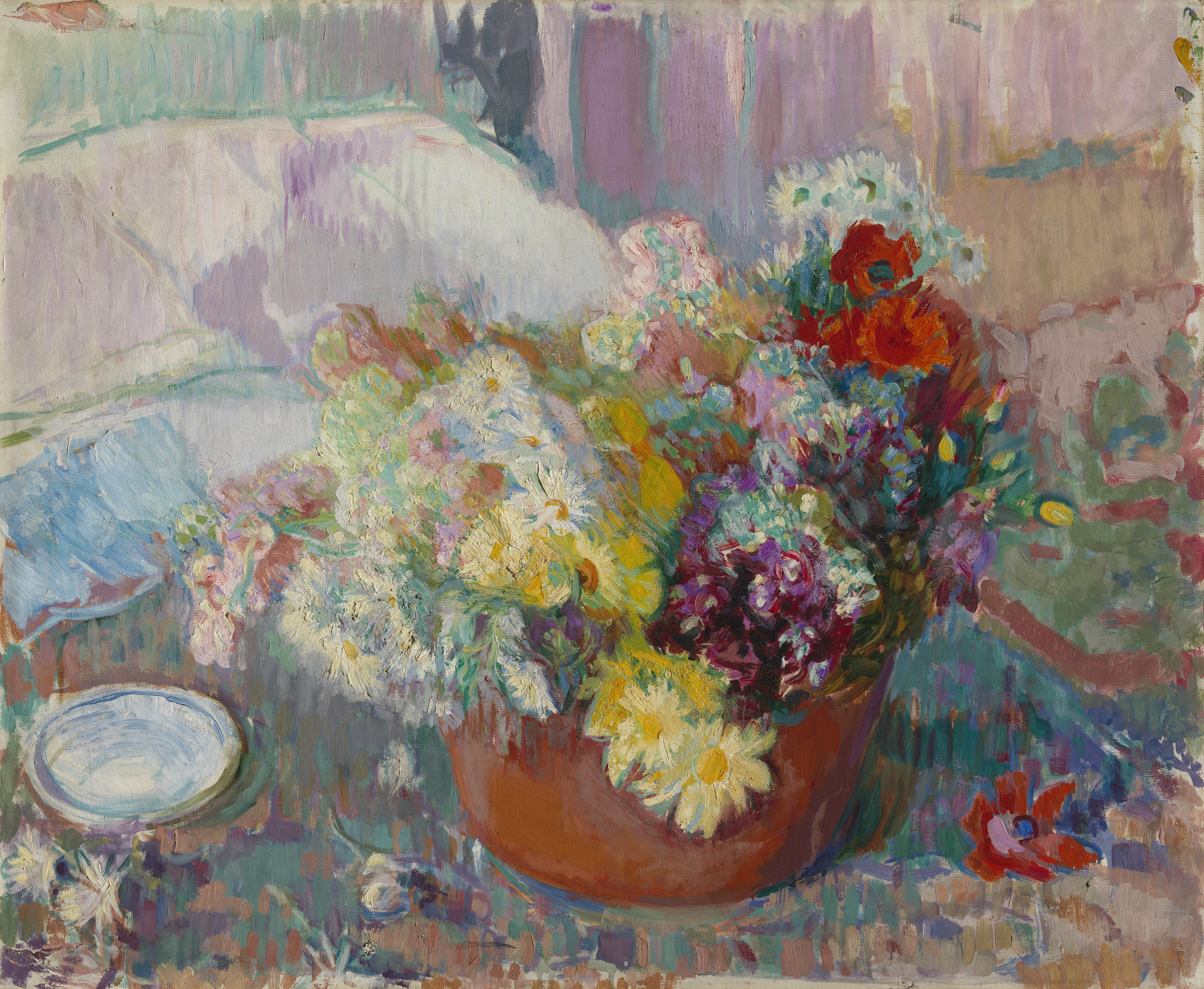
«Квіти», 1912–1913
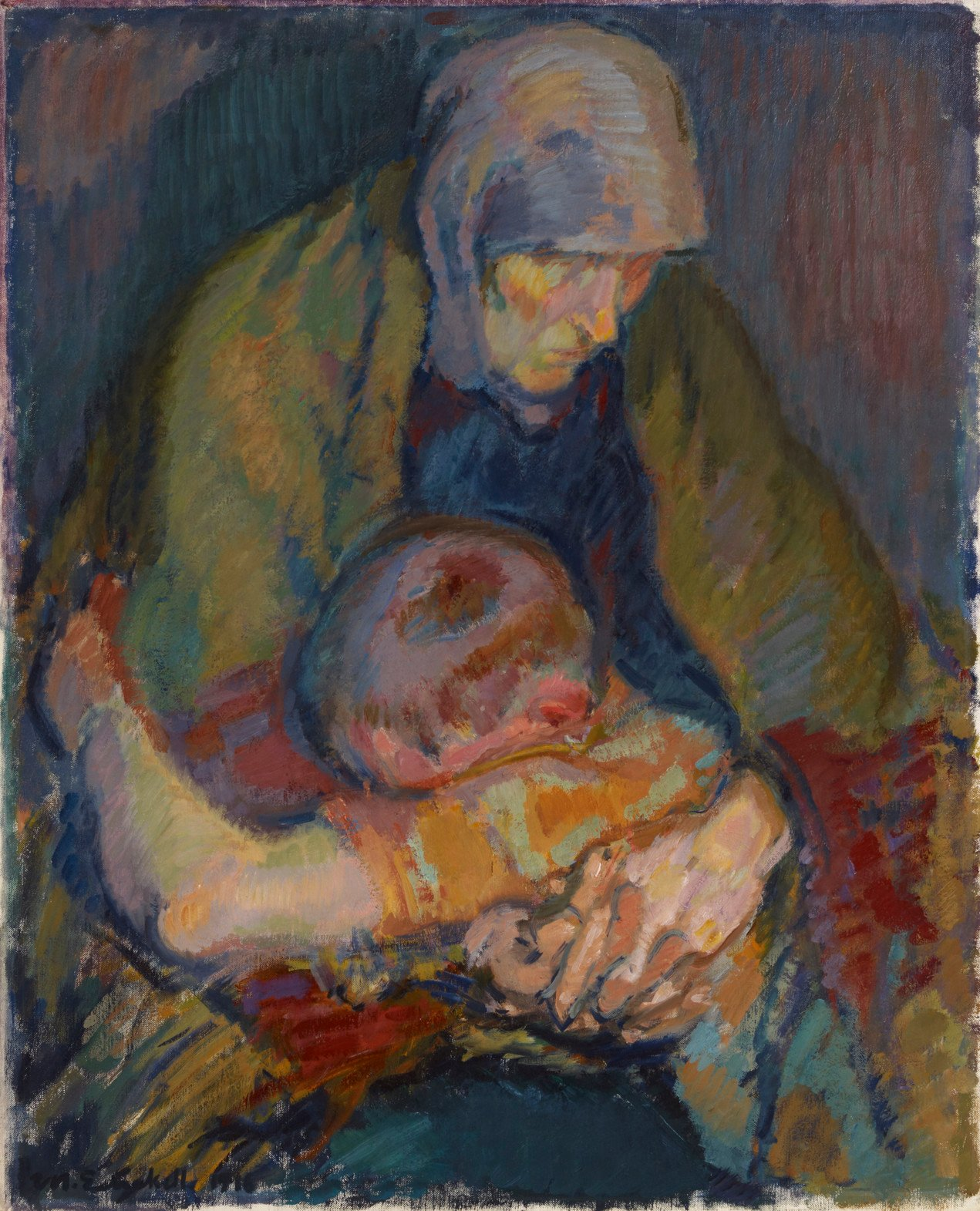
«П'єта», 1916
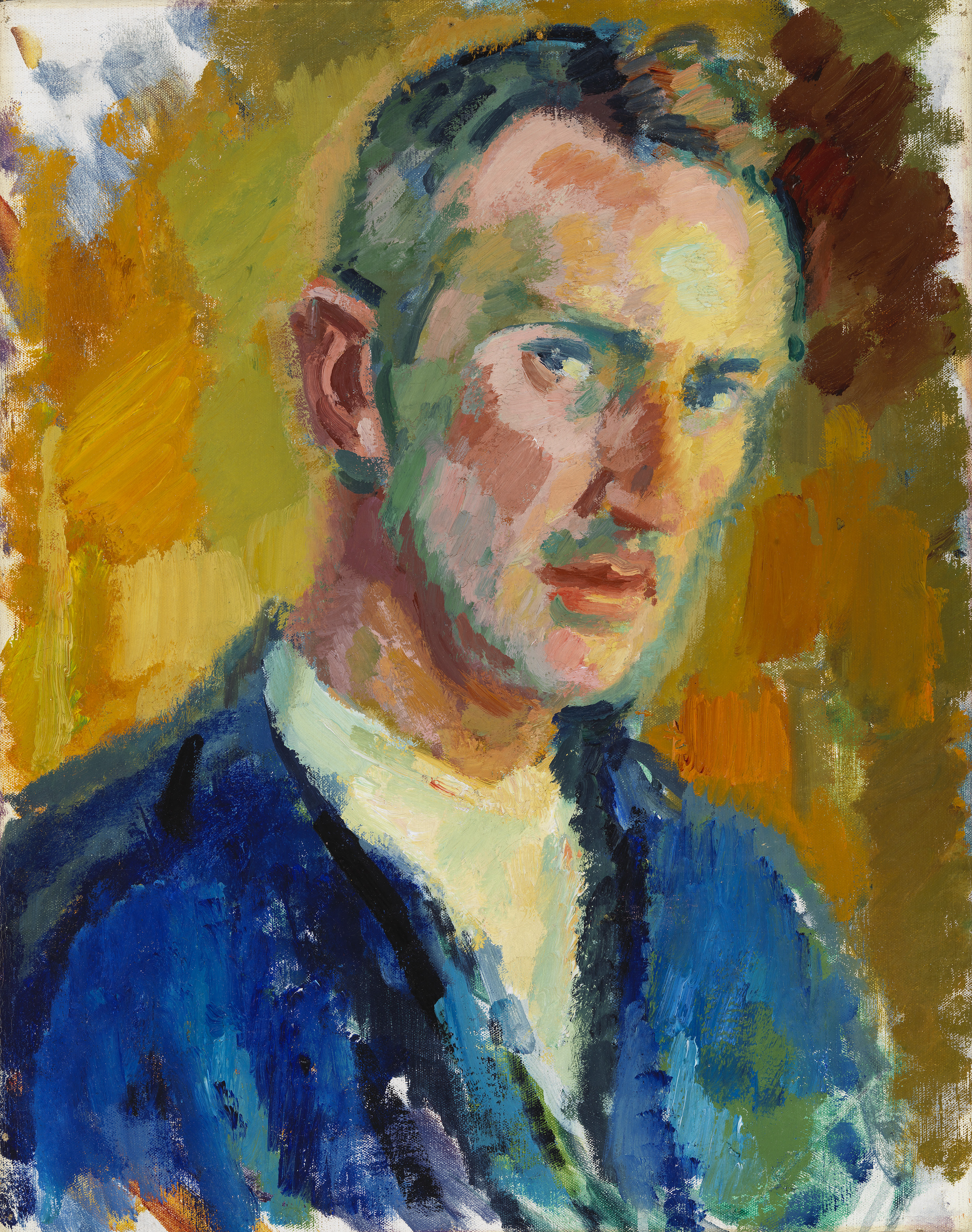
«Автопортрет», 1918
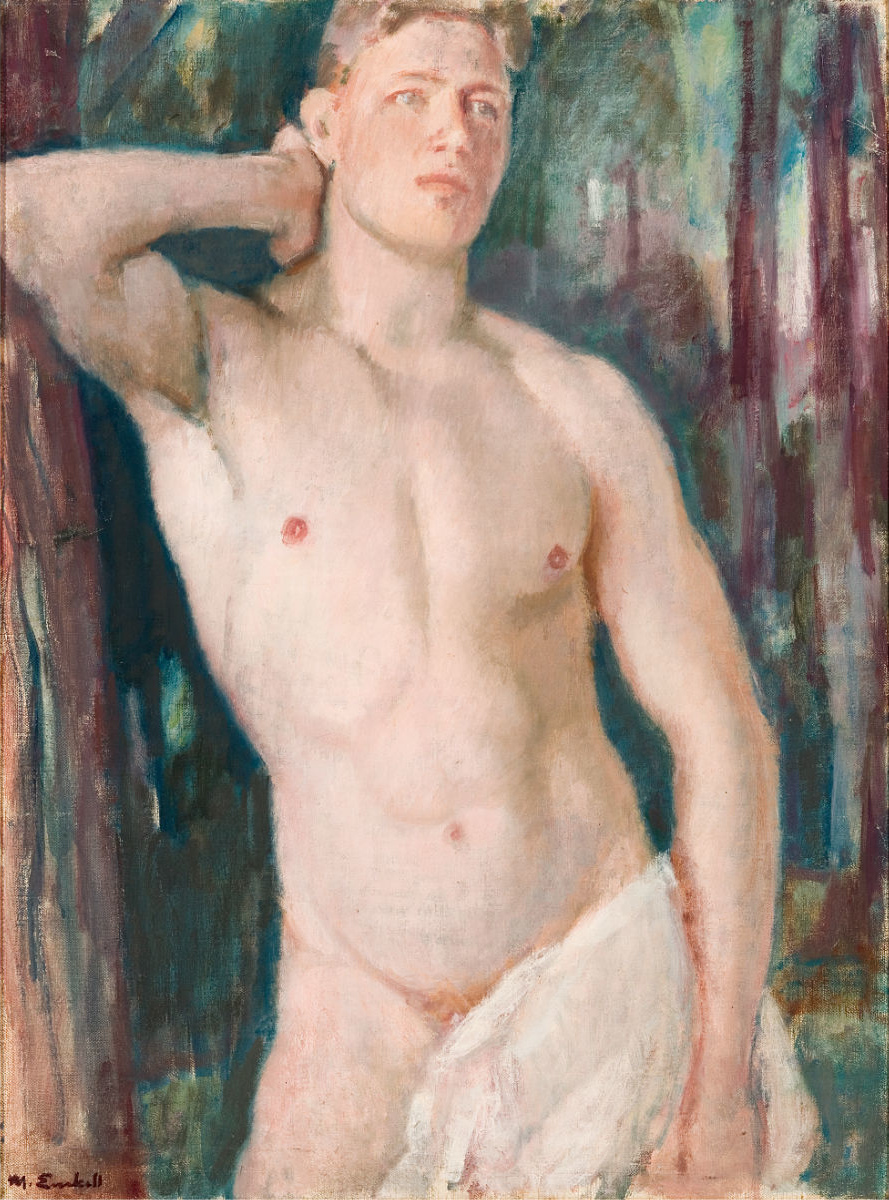
«Оголений юнак», 1920-ті роки – біла тканина, можливо, домальована пізніше